# 크리스티안 페데르 크뤼싱
크리스티안 페데르 크뤼싱(덴마크어: Christian Peder Kryssing, 1891년 7월 7일 ~ 1976년 7월 7일)은 덴마크의 군인이다.
제2차 세계 대전 중이던 1941년부터 1945년까지 독일의 무장친위대 소속 사단인 덴마크 자유군단, 제3SS기갑사단 토텐코프, 제5SS기갑사단 비킹에서 복무했다.
1945년 5월 제2차 세계 대전의 종전과 함께 영국군에게 항복했고 1946년에는 덴마크 경찰에 의해 체포되었다. 1947년 10월 27일에는 무장친위대에 복무한 혐의로 징역 4년을 선고받았지만 1948년 5월에 석방되었다.